# Hemieuxoa praevia
Hemieuxoa praevia là một loài bướm đêm trong họ Noctuidae.